# Potaro-Siparuni
Potaro-Siparuni (Regione 8) è una regione della Guyana, confinante con la regione Cuyuni-Mazaruni a nord, le regioni Alto Demerara-Berbice e Berbice Orientale-Corentyne a est, la regione Alto Takutu-Alto Essequibo a sud e il Brasile a ovest.
Le città principali sono Kangaruma, Orinduik, Potaro Landing, Mahdia, Saveretik e Tumatumari.
La popolazione della regione contava 10.190 unità secondo il censimento ufficiale del 2002.
- 2012 : 10.190
- 2002 : 10.095
- 1991 : 5.615
- 1980 : 4.485